# Copelatus ellai
Copelatus ellai es una especie de escarabajo buceador del género Copelatus, de la subfamilia Copelatinae, en la familia Dytiscidae. Fue descrito por Bilardo & Rocchi en 1995.